# Bully (album)
Bully è il secondo visual album e undicesimo album in studio del rapper americano Kanye West. È stato annunciato dall'artista durante un listening party dell'album di Vultures 2 nel settembre 2024, che ne ha pubblicato diverse versioni incompiute nel marzo 2025. Bully è un concept album prodotto principalmente dallo stesso West. Le versioni attuali incorporano massicciamente deepfake audio generati dall'intelligenza artificiale, sebbene West abbia espresso l'intenzione di registrare nuovamente il testo con la sua stessa voce. Il video che accompagna l'interno album mostra il figlio di West, Saint, che combatte contro wrestler della New Japan Pro-Wrestling con una mazza giocattolo.
Bully è stato registrato mentre West si trovava in un periodo in cui è stato oggetto di polemiche per aver promosso discorsi d'odio, tra cui dichiarazioni antisemite e apologia del nazismo, sul suo account X. Mentre l'attuale copertina di Bully raffigura il figlio Saint, West ne ha pubblicata un'altra con una svastica nazista . Inizialmente West aveva annunciato la data di uscita per il 15 giugno 2025, ma a sorpresa ha rilasciato più versioni su X il 18 marzo, affermando che si trattava ancora di un work in progress. Nonostante le polemiche su West, Bully ha ricevuto recensioni positive, con elogi per la sua produzione.

## Contesto e registrazione
Durante il 2024, West ha pubblicato due album collaborativi con il collega rapper Ty Dolla Sign sotto il nome di ¥$, ovvero Vultures 1 e Vultures 2. Entrambi gli album hanno ricevuto recensioni contrastanti o negative dalla critica, con Vultures 2 particolarmente criticato per essere stato pubblicato in uno stato incompiuto, insieme al suo presunto utilizzo di voci AI. Dopo la loro uscita, il produttore discografico e musicista Digital Nas ha condiviso messaggi di testo di West che indicavano la sua intenzione di entrare in una full immersion di produzione creativa, confermando le affermazioni del CEO della compagnia di tournée di West, Channel Candy, secondo cui il rapper fosse a lavoro a su un nuovo disco da solista dopo il suo spettacolo in Corea del Sud. Il 26 settembre, West ha pubblicato un video su Instagram in cui suonava una tastiera ASR-10 per creare Preacher Man, una canzone precedentemente presentata in anteprima ai listening party.
Durante un evento di Vultures 2 tenutosi il 28 settembre allo stadio Wuyuan River di Haikou, in Cina, West ha annunciato che stava lavorando a un nuovo album intitolato Bully. Ha presentato in anteprima i brani Beauty and the Beast e Preacher Man, affermando che entrambi sarebbero stati sull'album. Entrambe le tracce sono state elogiate per la loro produzione ricca di campioni soul, caratteristica delle prime opere del rapper. Ha continuato a pubblicare diverse anteprime dei due brani su Instagram e sul suo sito web nei giorni successivi. Il giornalista musicale americano Touré ha riferito che West viveva a Tokyo e che Bully sarebbe stato un concept album ispirato dalla sua solitudine, con West come unico produttore: "Tradizionalmente, [Ye] è il prodotto di una squadra: ci sono produttori [e] autori che lo aiutano; lui ha le grandi idee ma ci sono altri coinvolti. [Ye] realizzerà [Bully] praticamente da solo. Un nuovo capitolo della sua vita perché a Tokyo può essere chi vuole essere". Nella sua newsletter, Touré ha anche dichiarato che l'album era stato completamente autoprodotto da West, che lo stava anche realizzando come un concept album.
Il 18 ottobre, West ha caricato un video musicale per Beauty and the Beast sia su Apple Music che sul suo sito web. Si tratta di filmati girati durante la première della canzone al suo spettacolo a Haikou, in Cina. Il video di Apple Music è stato rimosso il 19 ottobre. Inoltre West ha messo in vendita il merchandising per Bully e reso l'album disponibile per il pre-ordine fisico.
Il 3 febbraio 2025, in un'intervista con Justin LaBoy, West fece diversi annunci riguardo Bully, affermando che avrebbe utilizzato intelligenza artificiale per la voce e che sarebbe uscito il 15 giugno, in concomitanza con il compleanno di sua figlia North. Il 9 febbraio, Beauty and the Beast è stato improvvisamente rilasciato su Yeezy.com, con nuova batteria e voce, anche se l'intelligenza artificiale è stata ancora utilizzata per la voce.
Il 6 marzo West annuncia che l'album avrebbe contenuto "suoni antisemiti". Ha condiviso anche una cover alternativa con una svastica e l'anteprima di una canzone intitolata World War 3. Nella canzone, ha ribadito di essere " del tutto antisemita". Il 20 marzo, West ha annunciato su X che Melrose, una canzone con Playboi Carti e Ty Dolla Sign, originariamente nella tracklist, non sarebbe stata nell'album. In seguito, rispondendo a un fan, ha affermato che Melrose non sarebbe stata nell'album perché si sentiva tradito dal fatto di non essere stato incluso nell'album di Carti, Music.
Il 21 maggio 2025 pubblica su Instagram una sua nuova traccia chiamata Alive con NBA Youngboy. Successivamente, Playboi Carti accuserà West di avergli rubato la canzone pubblicando la sua versione su Instagram a sua volta. Il 22 maggio 2025 annuncerà su X di "aver finito con l'antisemitismo" dopo una videochiamata con i suoi figli.
Il 15 giugno l'album, a differenza di quanto annunciato precedentemente, non è uscito. Il giorno successivo annuncia che 5 canzoni sarebbero state rilasciate quella stessa notte, accompagnate poi da altre 5 la notte del 17 giugno ed altre la notte del 18, cosa che però non è più accaduta. Il 20 giugno l'album in versione EP verrà rilasciato ufficialmente su tutte le sue piattaforme streaming con solo tre canzoni: Preacher Man, Beauty and the Beast e Damn, le prime due contengono registrazioni generate da intelligenza artificiale.
il 27 giugno rilascia su Tidal l'atto due dell'album con due nuove tracce: Last Breath e Losing Your Mind, la prima è una traccia in spagnolo con registrazioni AI e la seconda una cover di Vitamin C dei Can anch'essa interamente AI. Le due tracce verranno rimosse poco dopo. L'uscita dell'album è stato poi riprogrammata per il 25 luglio 2025, ma il 18 luglio è stato rimandato fino a venerdì 26 settembre 2025.

## Pubblicazione
Il 18 marzo 2025, West ha fatto trapelare diverse versioni incomplete con diverse tracklist tramite X. Il 19 marzo, West ha condiviso su X i link a tre versioni di Bully, tutte accompagnate da un cortometraggio in bianco e nero diretto da Hype Williams e interpretato da suo figlio Saint. Ha dichiarato che l'album "non è finito e metà delle voci sono in AI", promettendo però di ri-registrarle a causa del suo nuovo odio per l'intelligenza artificiale, esprimendo rammarico per l'utilizzo dell'intelligenza artificiale nella sua musica: "Ora odio davvero l'IA". Il rapper ha anche aggiunto che potenzialmente non sarebbe stato in grado di pubblicare il disco sulle piattaforme di streaming digitale (DSP), perché "gli streaming sono falsi e le etichette discografiche francesi ed ebraiche trattano gli artisti come prostitute".
Il 22 marzo, West ha pubblicato una versione precedente di dicembre dell'album visivo su YouTube. Questa versione differiva da quella pubblicata il 19 marzo, che presentava "Melrose" come chiusura dell'album. Le differenze nell'ordine della tracklist sono state notate dalle pubblicazioni dei media.
L'uscita delle diverse versioni di Bully è stata accompagnata da tre iterazioni visive: una "screening", una "post Hype version" e una "post post Hype version". I video mostrano il figlio Saint su un ring di wrestling, mentre combatte dei lottatori di sumo con una mazza giocattolo. In queste immagini sono presenti i wrestler della New Japan Pro-Wrestling Yoh, Toru Yano, Tiger Mask e El Desperado.
Una versione risalente alla fine di giugno 2025 è stata leakata il 27 luglio e mostra 13 tracce ancora non finite, con voce AI.

### Copertina e titolo
Il 23 ottobre 2024, West ha pubblicato la copertina dell'album su Instagram, affermando che fosse stata scattata dal fotografo giapponese Daidō Moriyama. La copertina presenta un'immagine in bianco e nero del figlio di West, Saint, che indossa griglie dentali in titanio, simili a quelle che West indossa da gennaio 2024. West ha detto che il titolo Bully era un riferimento a Saint, che ha visto dare un calcio a un bambino perché era "debole".
Il 16 marzo 2025, West ha twittato un'immagine di una svastica nazista rossa su uno sfondo nero e ha affermato che si trattasse della nuova copertina del suo nuovo disco. Ha anche twittato il logo delle SS (Schutzstaffel) e ha affermato che si trattasse del nuovo logo del Sunday Service Choir. Dopo poco ha cancellato i tweet.

## Accoglienza critica
Bully ha ricevuto recensioni positive, nonostante le controversie che circondano West. Michael Saponara su Billboard ha scoperto che coloro che sono disposti a ignorare il comportamento di West hanno apprezzato Bully e lo hanno elogiato come evocativo del suo lavoro degli anni 2000, come 808s & Heartbreak (2008). Scrivendo per GQ, Paul Thompson ha scritto che non gli ha portato "nessun piacere riferire che Kanye West ha fatto un buon album di Kanye West", descrivendo Bully come "non solo la migliore raccolta di beat che abbia assemblato in più di un decennio, ma un disco ricco, caldo, persino ottimista che sembra al sicuro da Internet, dal mondo, persino dal suo autore principale". Thompson ha paragonato favorevolmente la sua produzione ai singoli di West Only One (2014) e FourFiveSeconds (2015). Nyla Symone ha detto che le piacevano le canzoni dei Bully che aveva ascoltato, aggiungendo che, sebbene dubitasse che West potesse tornare, "per quanto riguarda l'eccellenza nel suo mestiere, non si è mai discostato da questo".

## Tracce
Tutti i brani sono prodotti da West, salvo dove diversamente indicato.
1. Preacher Man – 3:08
2. Beauty and the Beast – 1:45
3. Damn – 2:12
4. Last Breath – 2:22
5. Losing Your Mind – 3:24
6. Highs and Lows – 1:43
7. White Lines – 2:27
8. Bully – 2:16
9. Circles – 2:35
10. People Like Me (feat. King Combs) – 2:49
11. Can't Hurry Love – 1:49
12. This One Here – 3:03
13. Mission Control (feat. Tony Williams) – 1:51